# Лост-Крік (Західна Вірджинія)
Лост-Крік (англ. Lost Creek) — місто (англ. town) в США, в окрузі Гаррісон штату Західна Вірджинія. Населення — 359 осіб (2020).

## Географія
Лост-Крік розташований за координатами 39°9′46″ пн. ш. 80°20′54″ зх. д. / 39.16278° пн. ш. 80.34833° зх. д. (39.162716, -80.348402).  За даними Бюро перепису населення США в 2010 році місто мало площу 2,52 км², уся площа — суходіл.

## Демографія
Згідно з переписом 2010 року, у місті мешкало 496 осіб у 185 домогосподарствах у складі 139 родин. Густота населення становила 197 осіб/км².  Було 205 помешкань (81/км²).
Расовий склад населення:
| - 95,8 % — білих - 0,8 % — чорних або афроамериканців - 0,4 % — корінних американців |

До двох чи більше рас належало 2,4 %. Частка іспаномовних становила 1,8 % від усіх жителів.
За віковим діапазоном населення розподілялося таким чином: 27,6 % — особи молодші 18 років, 58,3 % — особи у віці 18—64 років, 14,1 % — особи у віці 65 років та старші. Медіана віку мешканця становила 38,2 року. На 100 осіб жіночої статі у місті припадало 93,0 чоловіків;  на 100 жінок у віці від 18 років та старших — 87,0 чоловіків також старших 18 років.
Середній дохід на одне домашнє господарство  становив 59 337 доларів США (медіана — 53 250), а середній дохід на одну сім'ю — 66 520 доларів (медіана — 56 250). За межею бідності перебувало 8,7 % осіб, у тому числі 11,6 % дітей у віці до 18 років та 2,4 % осіб у віці 65 років та старших.
Цивільне працевлаштоване населення становило 211 осіб. Основні галузі зайнятості: освіта, охорона здоров'я та соціальна допомога — 37,9 %, роздрібна торгівля — 9,5 %, будівництво — 9,5 %.